# Hohe Heide (Berg)
Die Hohe Heide ist ein dicht bewaldeter Berg im Fichtelgebirge (Nordostbayern), westlich dem Schneeberg vorgelagert.

## Geographie
Die Hohe Heide (848 m ü. NHN) ist die höchste Erhebung der gleichnamigen Hohen Heide.
Die Ortschaft Bischofsgrün liegt südlich der Hohen Heide.

## Gewässer

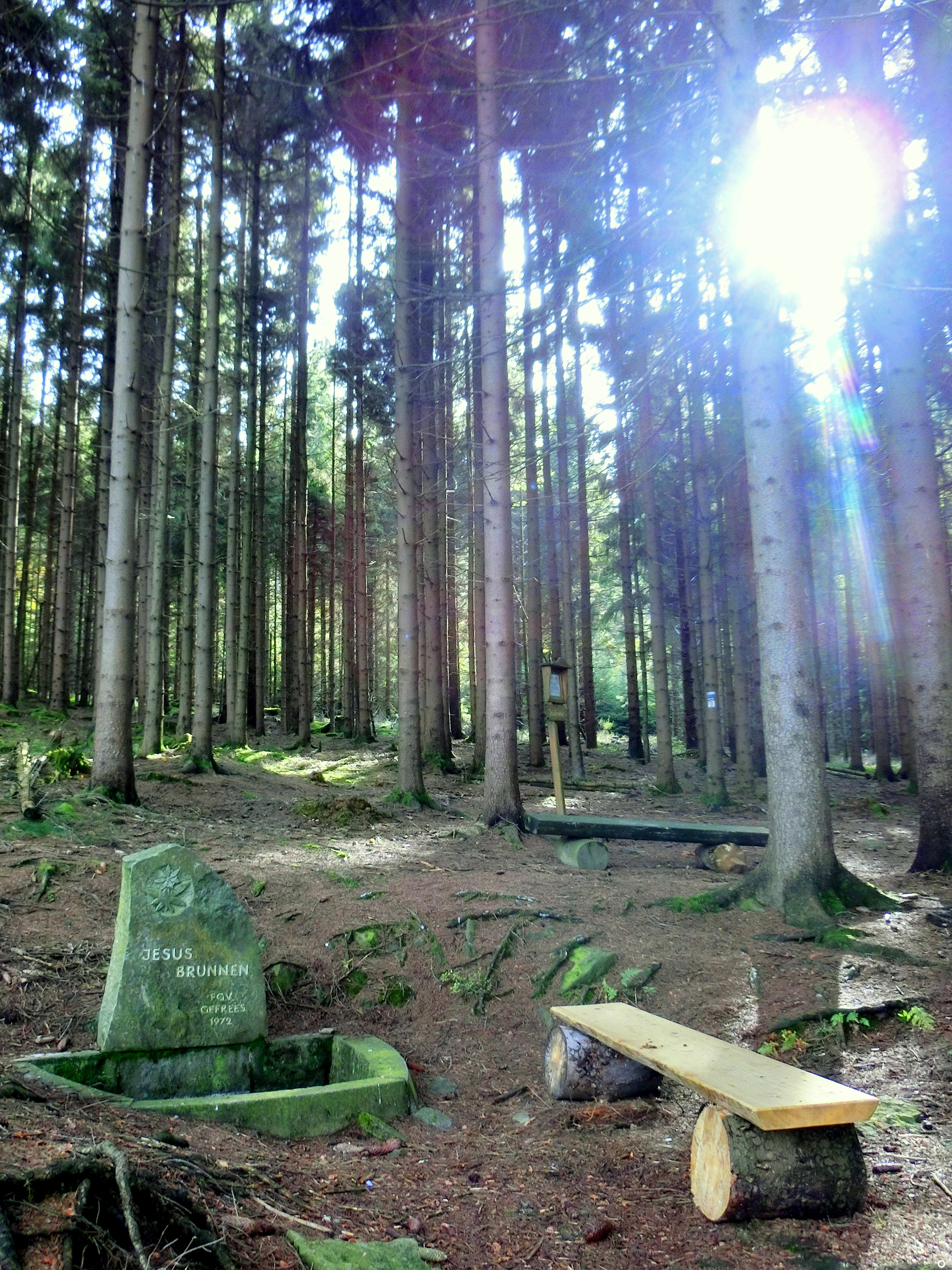
Jesusbrunnen

Am Nordhang der Hohen Heide liegen die Quellen von Eger und Kornbach, am Südfuß fließt der Weiße Main vorbei. Im Waldgebiet liegt der sagenumwobene Jesusbrunnen.

## Geologie
Im westlichen Waldareal liegt der Wetzsteinfelsen, ein geschütztes Geotop.

## Straßenverbindung
Südlich begrenzt die Bundesstraße 303 (Fichtelgebirgsstraße) den Berg, nördlich die Staatsstraße Nr. 2180. Westlich des Waldgebietes verläuft die Kreisstraße BT4 Bischofsgrün – Gefrees, östlich die Kreisstraße BT13/WUN1 Bischofsgrün – Weißenstadt. Bis 1750 verlief über den Berg in West-Ost-Richtung die Altstraße Markgrafenweg.

## Landkarten
- Fritsch Wanderkarte Naturpark Fichtelgebirge und Steinwald Nr. 52, Maßstab 1:50.000